# Galtara nepheloptera
Galtara nepheloptera är en fjärilsart som beskrevs av George Francis Hampson 1910. Galtara nepheloptera ingår i släktet Galtara och familjen björnspinnare. Inga underarter finns listade i Catalogue of Life.